# Lithophane muehlschlegleri
Lithophane muehlschlegleri är en fjärilsart som beskrevs av Rudolf Rangnow 1917. Lithophane muehlschlegleri ingår i släktet Lithophane och familjen nattflyn. Inga underarter finns listade i Catalogue of Life.